# Long (Einheit)
Long war ein französisches Volumenmaß für Salzsole. Der Begriff soll mit dem Ortsnamen Lons-le-Saunier („Salzmaß“), dem Förderort der Sole, verbunden sein. Der Ort hatte im 4. Jahrhundert an der Salzquelle seinen Ursprung.
- 1 Long = 24 Muid

In Paris hatte der Muid Salz diese Werte:
- 1 Muid = 12 Setiers = 48 Minots = 192 Boisseaux entsprach etwa 4800 Pfund (Markgewicht)[1]